# Huis Capet
Het huis Capet, of de Directe Capetingische Dynastie (Frans: Les Capétiens, la Maison capétienne), ook het huis Frankrijk (la maison de France) genoemd, of simpelweg de Capetingers, dat heerste over het koninkrijk Frankrijk van 987 tot 1328, was de hoofdlijn van de Capetingische dynastie, zelf afkomstig van de dynastie der Robertijnen. Als heersers van Frankrijk volgde de dynastie de Karolingische dynastie op. De naam 'Capet' - capet betekent "mantel dragend" - is afgeleid van de bijnaam van Hugo Capet, 'die een bilaterale afstammeling van de Karolingen was. 
Het directe huis Capet kwam aan zijn einde in 1328, toen de drie zonen van Filips IV faalden om een overlevende, mannelijke erfgenaam voort te brengen. Met de dood van Karel IV werd de troon doorgegeven aan het huis Valois, de directe afstammelingen van Karel van Valois, een jongere zoon van Filips III. De troon zou later opnieuw worden doorgegeven, nu aan het huis Bourbon en het huis Orléans (beide stammen af van Lodewijk IX), waardoor de troon altijd in handen bleef van agnatische afstammelingen van Hugo Capet.
Uiteindelijk werd Lodewijk XVI tijdens de Franse Revolutie ter dood veroordeeld en moest de doodstraf ondergaan op 21 januari 1793 als "Citoyen Louis Capet" (de burger Louis Capet).

## Lijst van Franse koningen van het huis Capet
- 987-996: Hugo Capet, Graaf van Parijs, tot koning van Frankrijk gekroond
- 996-1031: Robert de Vrome
- 1031-1060: Hendrik I
- 1060-1108: Filips I
- 1108-1137: Lodewijk VI de Dikke
- 1137-1180: Lodewijk VII de Jongere
- 1180-1223: Filips II Augustus
- 1223-1226: Lodewijk VIII de Leeuw
- 1226-1270: Lodewijk IX (Sint Lodewijk)
- 1270-1285: Filips III de Dappere
- 1285-1314: Filips IV de Schone
- 1314-1316: Lodewijk X de Woelzieke of de Twister
- 1316: Jan I de Postume
- 1316-1322: Filips V de Lange
- 1322-1328: Karel IV de Schone

In 1328 had het huis Capet geen rechtstreekse mannelijke opvolgers. In tegenstelling tot andere landen hield Frankrijk zich aan de wetten van de Salische Franken, de zogenaamde Salische wet. Deze wet verbood het betreden van de troon door een vrouw. Daarom verkozen de gelijken van de koning een nieuwe koning, Filips VI van Frankrijk, een lid van het huis Valois. Deze Filips was een neef (oomzegger) van Karel IV de Schone.